# São Pedro dos Crentes
São Pedro dos Crentes é um município brasileiro no interior do estado do Maranhão, Região Nordeste do país. Sua população estimada em 2018 era de 4 651 habitantes.
Como fonte de renda tem por base a agricultura e pecuária, destacando-se a exportação interestadual de bovinos de corte e a produção de grãos.

## Religião
Religiões em São Pedro dos Crentes (2010)
O nome do município deve-se a maioria da população ser evangélica, o que foi novamente confirmado pelo censo de 2010.
De acordo com dados do censo de 2010 realizado pelo IBGE, a população de São Pedro dos Crentes está composta por: 2 302 evangélicos (52,03%), 1 824 católicos (41,21%), 258 pessoas sem religião (5,84%), três espíritas (0,07%) e 0,85% estão divididas entre outras denominações cristãs. Detre as denominações protestantes em São Pedro, a maioria da população é pentecostal, cerca de 50,65%. 0,33% da população é adventista e 1,03% não determinaram denominação. As Assembleias de Deus são o maior grupo pentecostal, com 50,03% da população, seguida pela Congregação Cristã no Brasil com 0,33% e Igreja Pentecostal Deus é Amor com 0,22%.

## Geografia
De acordo com a divisão regional vigente desde 2017, instituída pelo IBGE, o município pertence às Regiões Geográficas Intermediária de Imperatriz e Imediata de Barra do Corda. Até então, com a vigência das divisões em microrregiões e mesorregiões, fazia parte da microrregião de Porto Franco, que por sua vez estava incluída na mesorregião do Sul Maranhense.
Uma terra fértil banhada por vários rios, tendo como destaque o principal curso d'água o Rio Farinha, onde faz fronteira com o município de Feira Nova do Maranhão; e o Rio Ribeirão da Mata, onde faz fronteira com o município de Estreito. São Pedro dos Crentes também apresenta uma das menores populações do Maranhão.